# Граф Кэрнс

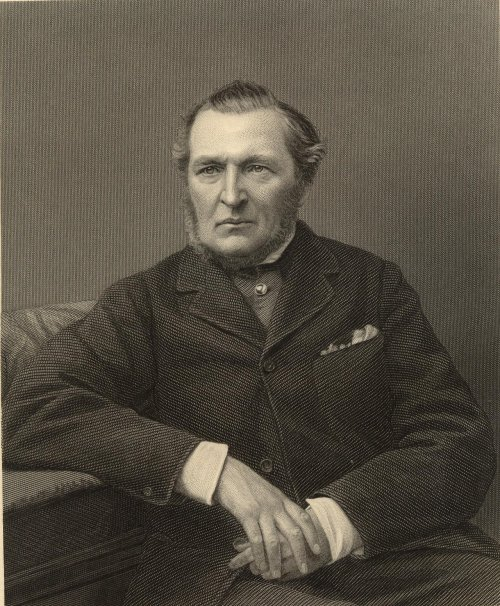
Хью Маккалмонт Кэрнс, 1-й граф Кэрнс (1819—1885)

Граф Кэрнс (англ. Earl Cairns) — наследственный титул в системе Пэрства Соединённого королевства.

## История
Титул графа Кэрнса был создан 27 сентября 1878 года для известного адвоката и консервативного политика Хью Кэрнса, 1-го барона Кэрнса (1819—1885). Он занимал должности генерального солиситора Англии и Уэльса (1858—1859), генерального атторнея Англии и Уэльса (1866), лорда-канцлера Великобритании (1868, 1874—1880). В 1869—1870 годах — лидер консервативной партии в Палате лордов. В 1867 году для Хью Кэрнса уже был создан титул барона Кэрнса из Гармойла в графстве Антрим. В 1878 году вместе с графским титулом он получил титул виконт Гармойла в графстве Антрим. Все эти титулы являлись Пэрством Соединённого королевства.
Ему наследовал второй сын, Артур Кэрнс, 2-й граф Кэрнс (1861—1890). Он скончался молодым, не оставив мужского потомства. Графский титул перешел к его младшему брату, Герберту Кэрнсу, 3-му графу Кэрнсу (1863—1905). Он не был женат, поэтому ему наследовал его младший брат, подполковник Уилфред Даллас Кэрнс, 4-й граф Кэрнс (1865—1946). Его преемником стал его второй сын, Дэвид Чарльз Кэрнс, 5-й граф Кэрнс (1909—1989). Он являлся контр-адмиралом британского королевского флота.
По состоянию на 2024 год, обладателем графского титула был его сын, Саймон Даллас Кэрнс, 6-й граф Кэрнс (род. 1939), сменивший отца в 1989 году.
- Сэр Уильям Веллингтон Кэрнс (1828—1888), вице-губернатор Малакки (1867—1869), острова Сент-Китс (1869—1870) и Британского Гондураса (1870—1874), губернатор Тринидада (1874) и штата Квинсленд (1875—1877), сын капитана Уильяма Кэрнса и сводный брат 1-го графа Кэрнса.

Родовая резиденция — Болехайд манор в окрестностях Чиппенхема в графстве Уилтшир.

## Графы Кэрнс (1878)
- 1878—1885: Хью Маккалмонт Кэрнс, 1-й граф Кэрнс (27 декабря 1819 — 2 апреля 1885), второй сын Уильяма Кэрнса от первого брака с Розанной Джонстон (ум. 1822);
- 1885—1890: Артур Уильям Кэрнс, 2-й граф Кэрнс (21 декабря 1861 — 14 января 1890), второй сын предыдущего;
- 1890—1905: Герберт Джон Кэрнс, 3-й граф Кэрнс (17 июля 1863 — 14 января 1905), третий сын 1-го графа Кэрнса;
- 1905—1946: Уилфред Даллас Кэрнс, 4-й граф Кэрнс (28 ноября 1865 — 23 октября 1946), четвёртый сын 1-го графа Кэрнса;
  - Бригадир Хью Уилфред Джон Кэрнс, виконт Гармойл (9 июня 1907 — 3 июля 1942), старший сын предыдущего;
- 1946—1989: Дэвид Чарльз Кэрнс 5-й граф Кэрнс (3 июля 1909 — 21 марта 1989), второй сын 4-го графа Кэрнса;
- 1989 — настоящее время: Саймон Даллас Кэрнс, 6-й граф Кэрнс (род. 27 мая 1939), старший сын предыдущего;
  - Наследник: Хью Себастьян Фредерик Кэрнс, виконт Гармойл (род. 26 марта 1965), старший сын предыдущего;
  - Второй наследник: Достопочтенный Оливер Дэвид Эндрю Кэрнс (род. 7 марта 1993), старший сын предыдущего.